# Shut Up

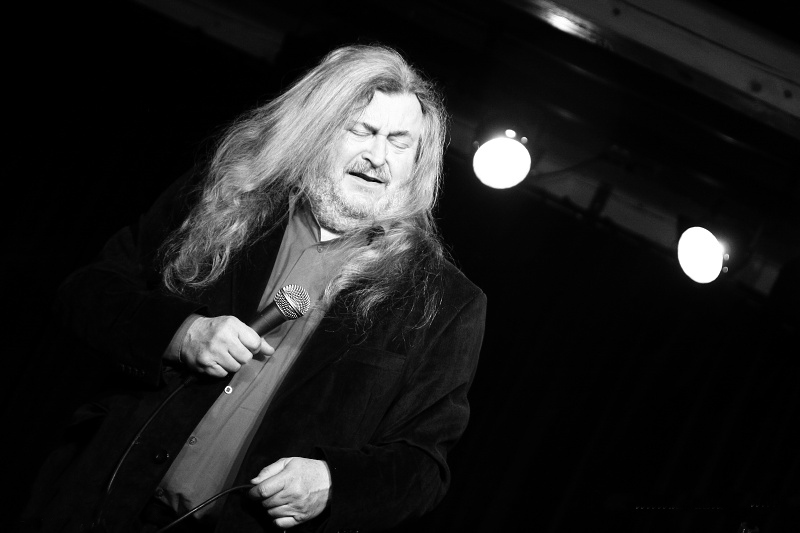
František Ringo Čech

Shut Up byla česká poprocková skupina, kterou založil v roce 1968 bubeník František Ringo Čech. Od roku 1972 vystupovala pod názvem Skupina Františka Ringo Čecha.

## Historie
Skupinu založil František Ringo Čech po svém návratu ze Spojených států amerických. Původně účinkovala v pražském divadle Semafor, kde nahradila Country Beat Jiřího Brabce a doprovázela mj. zpěváky Pavla Bobka, Jiřího Grossmanna, Jiřího Helekala a zpěvačku Milušku Voborníkovou. Tyto a další zpěváky také doprovázela ve studiu při natáčení desek. Mezi nahrávky z počátečních let skupiny patří např. Závidím (Naďa Urbánková), Je to jasný (Karel Černoch), Loudavý kůň (Jiří Grossmann) a Oh, Ruby, nechtěj mi lásku brát (Pavel Bobek).
Kromě toho skupina doprovázela na vystoupeních mimo divadlo nejprve Jiřího Helekala, později Jiřího Korna a Petra Rezka. Také s těmito zpěváky natočila řadu nahrávek, např. Ráj slunce, Jen tiše spát (Jiří Korn) a Malá dívka, Já se nevzdávám (Petr Rezek).
Roku 1972 skupina odešla z divadla Semafor a nadále vystupovala pod názvem Skupina Františka Ringo Čecha. Zpěvákem tehdy byl Viktor Sodoma. V roce 1973 přišel další zpěvák – Jiří Schelinger, který předtím působil ve skupině Faraon. Roku 1974 Viktor Sodoma odešel ze skupiny. V roce 1975 vyšlo album Báječní muži na němž zpívají Jiří Schelinger a Viktor Sodoma (na album byly zařazeny některé jeho dřívější nahrávky).
S odchodem Viktora Sodomy skupina částečně změnila styl a začala se odklánět od středního proudu směrem k hardrocku. V té době hrála převzaté skladby od skupin jako Deep Purple, Black Sabbath a Status Quo. Do této kategorie patří např. Šípková Růženka. Mezi úspěšné skladby z původní tvorby náleží rocková balada Jsem prý blázen jen. Ačkoliv zpěvákem skupiny byl Jiří Schelinger, skupina se při natáčení nevyhýbala ani spolupráci s jinými zpěváky. Na jaře roku 1977 vystupovala jako předkapela britských Smokie na jejich polském turné. Téhož roku vyšlo úspěšné album Hrrr na ně….
Ke konci sedmdesátých let došlo k další změně stylu skupiny, tentokrát směrem k folkrocku. V roce 1979 bylo vydáno pestré album …nám se líbí…. Na nahrávkách se podíleli mj. Petr Kalandra (akustická kytara, foukací harmonika), Oskar Petr (akustická kytara) a Jan Hrubý (housle). Roku 1980 František Ringo Čech ze skupiny odešel a v roce 1981 zahynul zpěvák Jiří Schelinger. Skupina ukončila činnost v roce 1982.

## Alba
- 1972 Haló děťátka (Viktor Sodoma)
- 1975 Báječní muži (Jiří Schelinger, Viktor Sodoma)
- 1974 Nemám hlas jako zvon (Jiří Schelinger)
- 1976 František Ringo Čech – Jiří Schelinger (kompilace)
- 1977 Hrrr na ně… (Jiří Schelinger)
- 1979 …nám se líbí… (Jiří Schelinger)
- 1990 Holubí dům (kompilace Jiřího Schelingera)
- 1991 Návštěvní den Semaforu 1, 2, 3 (soundtrack)
- 1991 Hledám cestu zpátky (kompilace)
- 2003 Jahody mražený (kompilace)
- 2003 Jsem prý blázen jen (kompilace)

## Některé studiové nahrávky s různými zpěváky
Skupina po dobu své existence doprovázela mnoho zpěváků a zpěvaček, s nimiž nahrála jak pod názvem „Shut Up“, tak i pod názvem „Skupina Františka Ringo Čecha“ řadu skladeb.
- 1969 Harlekýn 1970 (Karel Černoch)
- 1969 Je to jasný (Karel Černoch)
- 1969 Závidím (Naďa Urbánková)
- 1970 Gimi det ding (Miluška Voborníková)
- 1970 Mávám růží (Jiří Grossmann)
- 1970 Loudavý kůň (Jiří Grossmann)
- 1970 Oh, Ruby, nechtěj mi lásku brát (Pavel Bobek)
- 1970 Ptačí styl (Pavel Bobek)
- 1970 Keep On (Pavel Bobek)
- 1970 Křížem krážem (Pavel Bobek)
- 1971 Malá dívka (Petr Rezek)
- 1971 Já se nevzdávám (Petr Rezek)
- 1971 Ráj slunce (Jiří Korn)
- 1971 Jen tiše spát (Jiří Korn)
- 1971 Kouř stoupá výš (Viktor Sodoma)
- 1972 Žárlivý kakadu (Viktor Sodoma)
- 1973 Až mi bude sto (Viktor Sodoma)
- 1974 Tygr z Indie (Viktor Sodoma)
- 1975 Léto s tebou (Jiří Schelinger)
- 1975 Jsem svítání (Jiří Schelinger)
- 1975 Co je to mezi námi (Jiří Schelinger)
- 1976 Zpověď (Jiří Schelinger)
- 1976 Šípková Růženka (Jiří Schelinger)
- 1976 Mám už dost toho (Valerie Čižmárová)
- 1976 Trambus (Jiří Schelinger)
- 1976 Praví muži zkušení (Jiří Schelinger)
- 1977 Jsem prý blázen jen (Jiří Schelinger)
- 1977 Tréma (Jiří Schelinger)
- 1978 Už není pro mě k mání (Jiří Schelinger)
- 1978 Nám se líbí (Jiří Schelinger)
- 1979 Jahody mražený (Jiří Schelinger)
- 1980 Lupič Willy (Jiří Schelinger)
- 1981 Džínová láska (Radek Tomášek, Helena Maršálková)